# 胡特
50°8′13″N 35°20′49″E / 50.13694°N 35.34694°E

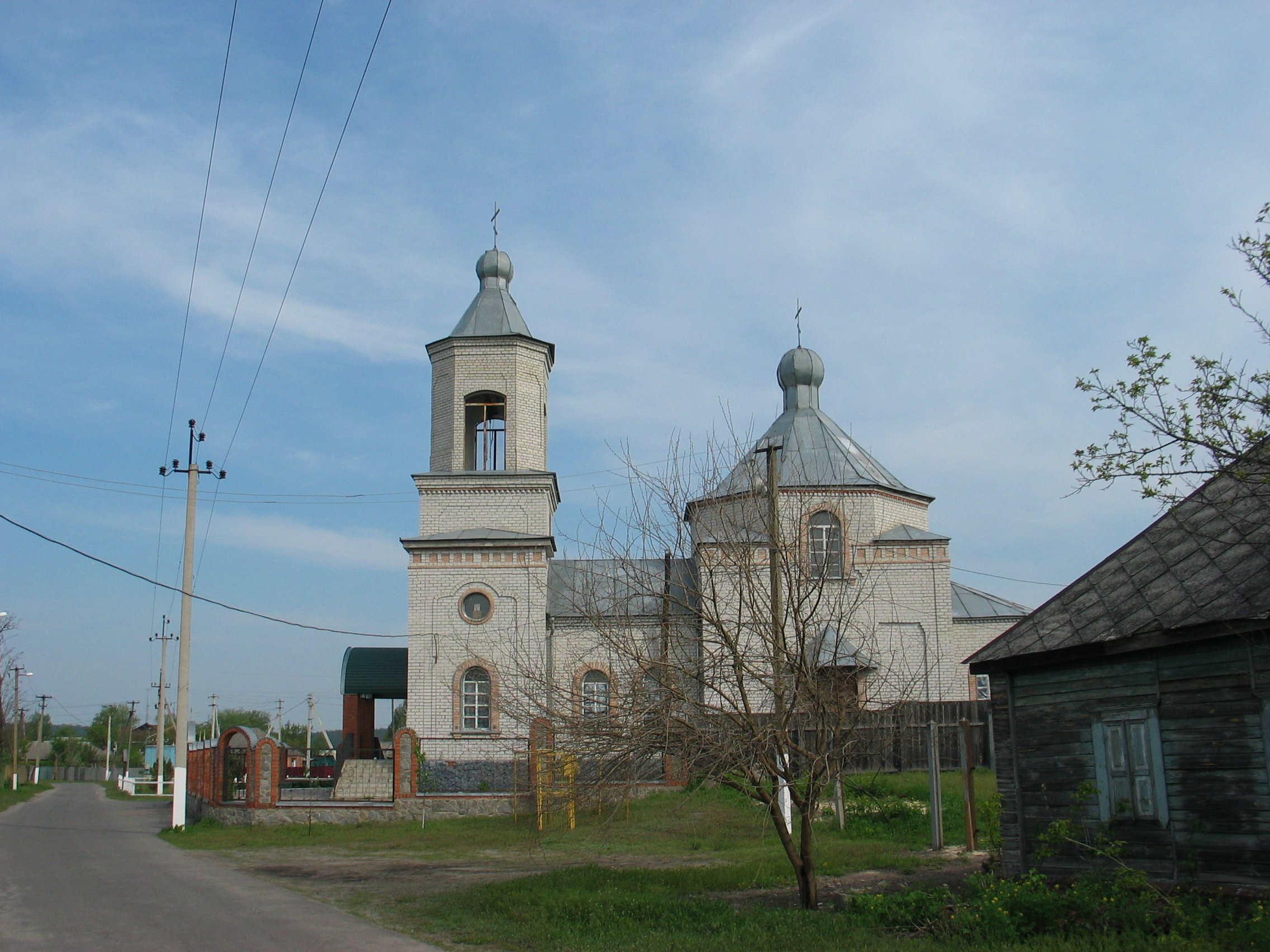
教堂

胡特（烏克蘭語：Гути）是位於烏克蘭東部的市級鎮，由哈爾科夫州博霍杜希夫區的博霍杜希夫市鎮。該鎮距離博霍杜希夫80公里，始建於1767年，面積1.82平方公里，海拔高度122米，2001年人口2,043，人口密度每平方公里1,122.53人。